# Spoor (galoistheorie)
In de wiskunde is een spoor een bepaalde functie gedefinieerd met betrekking tot een eindige velduitbreiding L/K, wat een K-lineaire afbeelding is van L naar K.
Zij L een eindige Galois-uitbreiding van K met Galoisgroep G = Gal(L/K). Voor een element α ∈ L is het spoor (van L naar K) van α gedefinieerd als
{\displaystyle Tr_{L/K}(\alpha )=\sum _{\sigma \in G}\sigma (\alpha )}.
Met andere woorden: TrL/K(α) is de som van de elementen die geconjugeerd zijn aan α. Voor elke α ∈ L geldt dat TrL/K(α) een element is uit K. Veronderstel dat voor een element α ∈ L, een lineaire transformatie Tα : L → L bestaat, die gegeven wordt door Tα(β) = αβ. Dan is Tα een homomorfisme over de vectorruimte K en voor het spoor geldt 
{\displaystyle Tr_{L/K}(\alpha )=Tr(T_{\alpha })}.

## Voorbeeld 1
Zij K = {\displaystyle \mathbb {F} _{2}} en L = {\displaystyle \mathbb {F} _{2^{4}}}. Als we het spoor van een element α ∈{\displaystyle \mathbb {F} _{2^{4}}} willen uitrekenen, nemen we de som van de elementen die geconjugeerd zijn aan α oftewel 
{\displaystyle Tr_{L/K}(\alpha )=\alpha +\alpha ^{2}+\alpha ^{4}+\alpha ^{8}}.

## Voorbeeld 2
Zij K een willekeurig lichaam en veronderstel dat L = K(√d) voor een zekere d ∈ K \ K2. Een geschikte basis voor L is {1, √d}. Van een element uit L, α = a + b√d met a, b ∈ K kan het spoor bepaald worden. De lineaire transformatie Tα is gelijk aan aL1 + bL√d. Daartoe moeten de representatiematrices voor L1 en L√d bepaald worden. Bij de identiteitstransformatie L1 hoor de matrix
{\displaystyle {\begin{bmatrix}1&0\\0&1\end{bmatrix}}}.
Voor L√d geldt er
L√d(1) = √d = 0 * 1 + 1 * √d

L√d(√d) = d = d * 1 + 0 * √d

Hieruit volgt dat de representatiematrix voor L√d wordt {\displaystyle {\begin{bmatrix}0&1\\d&0\end{bmatrix}}}. De matrix voor Tα wordt dan gegeven door 
{\displaystyle a{\begin{bmatrix}1&0\\0&1\end{bmatrix}}+b{\begin{bmatrix}0&1\\d&0\end{bmatrix}}={\begin{bmatrix}a&b\\bd&a\end{bmatrix}}}.
Dus geldt er 
{\displaystyle Tr_{L/K}(\alpha )=Tr(T_{\alpha })=2a}
en in het bijzonder 
{\displaystyle Tr_{L/K}({\sqrt {d}})=0}.

## Referentie
1. ↑  (en)  Steven H. Weintraub, Galois Theory, Springer-Verlag 2009, 79-80